# Bosrobert
Bosrobert è un comune francese di 541 abitanti situato nel dipartimento dell'Eure nella regione della Normandia.

## Società

### Evoluzione demografica
Abitanti censiti